# قرار مجلس الأمن التابع للأمم المتحدة رقم 201
قرار مجلس الأمن التابع للأمم المتحدة رقم 201، الذي اتخذ بالإجماع في 19 مارس 1965، بعد التأكيد على قراراته السابقة بشأن هذا الموضوع وشكر كل الدول التي ساهمت في ذلك، مدد مجلس تمركز قوة الأمم المتحدة لحفظ السلام في قبرص لمدة 3 أخرى أشهر، لتنتهي في 26 يونيو 1965.